# New End Original
New End Original war eine US-amerikanische Indie-Rock-/Emo-Band aus Kalifornien.

## Bandgeschichte
New End Original wurde Ende 1999 von Jonah Matranga (Ex-Far und Soloprojekt Onelinedrawing), Scott Winegard, Norman Arenas (beide Ex-Texas Is the Reason, ex-Shelter) und Charlie Walker (Ex-Chamberlain) gegründet. Zunächst unter dem Namen Onelinedrawing geführt, benannte man sich nach der ersten Probe in New End Original um und Onelinedrawing wurde von Matranga als Soloprojekt fortgeführt. Es handelte sich damit um eine Art Indie-Supergroup, die recht schnell bekannt wurde. Alle Bandmitglieder zogen nach Kalifornien und begannen zunächst in den Vereinigten Staaten, anschließend auch durch Europa zu touren. Alleine bekannt durch Liveauftritte konnte die Band dann einen Vertrag bei Jade Tree unterschreiben. September 2001 erschien die erste Single Lukewarm. Im Oktober folgte das Debütalbum Thriller. Das Album setzte neue Standards im Bereich Emo und gilt heute als Klassiker.
Bereits im Folgejahr beginnt es jedoch innerhalb der Band zu kriseln. Scott Winegard und Drummer Charles Walker stiegen auf Grund persönlicher Differenzen aus der Band aus. Ein Ersatz wurde nicht mehr gefunden, 2003 löste sich die Band auf.

## Stil
Das einzige Album Thriller bewegt sich musikalisch in der Schnittmenge zwischen Popmusik, Emo und Punkrock und ist dabei sehr vielseitig. Neben einigen harten Punkstücken gibt es balladeske Lieder mit Piano-Begleitung, sowie Lieder, die sich von der Intensität her steigern. Neben den ehemaligen Bands der Mitglieder gilt auch Jimmy Eat World als Vergleichsgröße. Philipp Schiedel überschrieb seine Plattenkritik auf Laut.de mit „Setzt neue Standards im Emo-Plattenregal.“ Jesse Jarnow von AllMusic bezeichnete New-End-Originals Musik als ähnlich wie Soul Asylum und betonte eher die poppigen Elemente des Albums.

## Diskografie
Alben
- 2001: Thriller (Jade Tree)

Singles
- 2001: Lukewarm (Jade Tree)